# There's a Place
There's a Place (McCartney/Lennon) är en låt av The Beatles.

## Låten och inspelningen
Skriven av John Lennon med influenser från Motown. Låten spelades in som den första av flera till LP:n “Please Please Me” 11 februari 1963. Då man hade ont om tid rev man av låten som innehåller en del tekniska misstag som man troligen inte hade tid att hyfsa till. Låten kom med på LP:n ”Please Please Me” (utgiven i England 22 mars 1963) medan den i USA ingick på en LP vid namn ”Introducing the Beatles” (utgiven 22 juli 1963).